# Puig de ses Tres Fites
El puig de ses Tres Fites és una elevació muntanyosa del massís de Randa, situada als límits de les comarques mallorquines del Pla i el Migjorn. També és on es confronten els termes municipals d'Algaida, Montuïri i Llucmajor.
El turó presenta una altitud de 342 metres i es troba entre les possessions de Son Lleó (Algaida), sa Maimona i Son Bonaventura (Llucmajor) i Alcoraia (Montuïri). Al cim s'hi troba una pedra triangular amb les inicials dels termes municipals que convergeixen en aquell lloc. Una tradició explica que els batles de les tres viles s'hi reunien per discutir temes comuns sense sortir del seu respectiu terme.